# CM4
『CM4』は、Cornelius（小山田圭吾）が2012年に発表したリミックス&ミックス・アルバムである。タイトルはCornelius reMixes 4の略。小山田が様々なアーティストの曲をリミックス&ミックスした作品集第4弾である。2005年から2012年までの間にリリースされた作品を収録。

## 収録曲
1. Battle Without Honor Or Humanity / 布袋寅泰
2. The Sun Is Down! / Yoko Ono　Plastic Ono Band
3. Brian Eno / MGMT
4. QKMAC / 相対性理論
5. Hostile To Me / Lali Puna
6. Make Some Noise / Beastie Boys
7. It Doesn’t Stop / Maia Hirasawa
8. The Rare / Arto Lindsey
9. Still Breathing / If By Yes （Petra Haden、本田ゆか、清水ひろたか、あらきゆうこ）
10. マジック・カーペット・ライド / 野宮真貴
11. 赤とんぼ / 三波春夫